# Доживљаји Николетине Бурсаћа
„Доживљаји Николетине Бурсаћа“ је роман српског писца Бранка Ћопића, објављен 1956. године, на основу ког је касније снимљен и филм „Николетина Бурсаћ”.

## Радња
Збирка приповедака посвећена Николетини Бурсаћу први пут је штампана 1956. године у издању „Свјетлости” из Сарајева. Николетина Бурсаћ је више него препознатљив међу другим крајишким борцима у Другом свјетском рату. Представља упечатљиву особу, изузетно необичну и несвакидашњу и по изгледу и по понашању. Иако је у овој збирци приповједака учесник у рату, приказан је ведро и са дозом хумора. Изазива симпатије код читалаца поступцима, понашањем и реакцијама на догађаје у које се често и случајно нађе.

## Ликови
- Николетина Бурсаћ
- Марија Бурсаћ, мајка Николетине